# بريان ستابلفورد
بريان مايكل ستابلفورد (بالإنجليزية: Brian Stableford)‏ (ولد في 25 يوليوز 1948) هو كاتب خيال علمي بريطاني نشر أكثر من سبعين رواية. نشرت أعماله المبكرة تحت اسم بريان إم.ستابلفورد، لكن الأحدث قد ظهرت تحت اسم بريان ستابلفورد. استعمل أيضا الاسم المستعار بريان كرايغ لعملين مبكرين، وأيضا لأعمال أحدث. أخذ الاسم المستعار من اسمه الأول واسم صديق مدرسة من عام 1960، كرايغ إي ماكينتوش، الذي نشر معه أعمال مبكرة.

## روابط خارجية
- بريان ستابلفورد على موقع IMDb (الإنجليزية)